# Genísio
Genísio (em mirandês Zenízio) é uma povoação portuguesa sede da Freguesia de Genísio do Município de Miranda do Douro, freguesia com 29,82 km² de área e 152 habitantes (censo de 2021), tendo, por isso, uma densidade populacional de 5,1 hab./km².
A freguesia é composta por duas aldeias:
- Genísio
- Especiosa

## Demografia
A população registada nos censos foi:
| Distribuição da População por Grupos Etários | Distribuição da População por Grupos Etários | Distribuição da População por Grupos Etários | Distribuição da População por Grupos Etários | Distribuição da População por Grupos Etários |
| -------------------------------------------- | -------------------------------------------- | -------------------------------------------- | -------------------------------------------- | -------------------------------------------- |
| Ano                                          | 0-14 Anos                                    | 15-24 Anos                                   | 25-64 Anos                                   | > 65 Anos                                    |
| 2001                                         | 11                                           | 22                                           | 106                                          | 94                                           |
| 2011                                         | 11                                           | 4                                            | 78                                           | 93                                           |
| 2021                                         | 6                                            | 11                                           | 50                                           | 85                                           |